# Cuarteto Patria
Il Cuarteto Patria è stato uno dei più importanti gruppi musicali di Santiago di Cuba. Formatosi nel 1939, era originariamente composto da Francisco Cobas la O (Pancho Cobas) (il suo fondatore), Emilia Gracia, Rigoberto Hechaverría (Maduro) e Rey Caney (Reinaldo Hierrezuelo la O). Il gruppo interpretava brani tradizionali della musica cubana in particolare di genere trova, son e bolero.
Nel 1978 Cobas invitò Eliades Ochoa per divenire il lider del gruppo, quest'ultimo portò dei notevoli cambiamenti.

## Discografia
Albums
- A una coqueta - 1993 (Corason COCD106)
- The lion is loose - 1995 (Cubason CORA125)
- Cuidadito Compay Gallo ...Que Ilegó El Perico  - 1998 EGREM CD0310-13
- CubAfrica con Manu Dibango - 1998 (Mélodie 79593.2)
- Sublime Ilusión - 1999 (Virgin DGVIR 85) which was nominated for a Grammy in 2000
- Tribute to the Cuarteto Patria - 2000 (Higher Octave)
- Estoy como nunca - 2002 (Higher Octave)
- A la Casa de la Trova - 2005 (Escondida/Ultra)
- La collección cubana: Eliades Ochoa - 2006 compilation (Nascente NSCD 114).